# Jean Huré

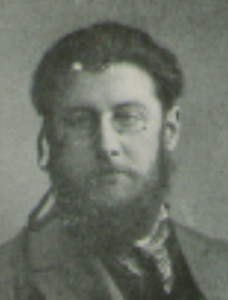
Porträtfoto von Jean Huré

Jean Huré (* 17. September 1877 in Gien; † 27. Januar 1930 in Paris) war ein französischer Komponist und Organist.
Huré studierte Anthropologie, Komposition, Improvisation und mittelalterliche Musik an der École St-Maurille Angers und wirkte als
Organist an der Kathedrale der Stadt. 1895 kam er nach Paris, wo ihm Charles-Marie Widor und Charles Koechlin zu einem Studium am 
Konservatorium rieten. Huré zog jedoch ein selbstständiges Leben vor.
Ab 1910 unterrichtete er an der École normale, wo Yves Nat und Manuel Rosenthal zu seinen Schülern zählten. 1911 gehörte er zu den Gründern Pariser Mozartgesellschaft. Als Organist wirkte er an den Kirchen Saint-Martin-des-Champs und St. Séverin, ab 1924 als Nachfolger von Lucien Grandjany an Sacré-Cœur, und ab 1926 als Nachfolger von Eugène Gigout an St. Augustin.
Neben einer Anzahl von Orgelwerken komponierte Huré u. a. eine Operette und ein Ballett, drei Sinfonien und kammermusikalische Werke. 2010
erschien eine CD mit Werken Hurés, einer viersätzigen Sonate für Violine und Klavier und einem Klavierquintett mit dem Quatuor Louvigny und ihrem Primarius Philippe Koch als Violinsolisten und der Pianistin Marie-Josèphe Jude.

## Werke
- Suite sur des chants bretons für Violine, Cello und Harfe oder Klavier, 1898
- Sonate für Violine und Klavier, 1901
- Petite Chanson für Cello und Klavier, 1901
- Air für Violine und Orchester, 1902
- Air für Cello und Klavier oder Orgel, 1902
- Sonate pour violoncelle et piano No.1 en fa dièse mineur, 1903
- Nocturne für Klavier und Orchester, 1903
- Sonate pour piano et violon, um 1905
- Sonate pour violoncelle et piano No.2 en fa majeur, 1906
- Poèmes enfantins für Klavier und Orchester, 1906
- Te Deum für Orgel, 1907
- Klavierquintett, 1907–08
- Sonate pour violoncelle et piano No.3 en fa dièse majeur, 1909
- Sonatine sonatine pour violon et piano, 1909
- Sept chants de Bretagne, 1910
- Interlude-Élévation für Orgel, 1911
- Quintette pour piano et quatuor à cordes, 1914
- Communion pour une Messe de Minuit à Noël für Orgel,  1914
- Prélude pour une messe pontificale für Orgel, 1915
- Prélude pour Violon (Violoncello) et Orgue
- La cathédrale, 1910
- Sérénade en trio für Violine, Cello und Klavier, 1920
- Sonate pour violon et piano, 1920
- Sonate pour piano No.1, 1920
- Sonate pour piano No.2, 1920
- Quatuor à cordes, 1921
- Le bois sacré, Ballett, 1921
- Prélude symphonique für Orchester
- Symphonie No.1
- Symphonie No.2
- symphonie No.3
- Ave maria, 1924
- Sonate pour violoncelle et piano No.4, 1924
- L'âme en peine, 1925
- Quarte lettres de femmes, 1929
- Concerto für Cello und Orchester, 1929
- Trois chansons monodiques, 1930
- Le rajah de Mysore, Operette